# Premier pont des Ingénieurs
Le premier pont des Ingénieurs est un pont du centre historique de Saint-Pétersbourg qui enjambe la Moïka, reliant le jardin d'Été à l'île du Sauveur (Spasski).

## Historique
Un premier pont de bois, dénommé pont d'Été, est construit dans les années 1760. Il est reconstruit en fonte par l'architecte français Pierre-Dominique Bazaine (1786-1838) assisté d'Émile Clapeyron en 1824-1825 et le métal provient de l'usine Alexandrovski et l'usine de Charles Baird Il prend son nouveau nom du château des Ingénieurs (ou Château Saint-Michel) à proximité. Le pont est décoré de lampadaires en forme de faisceaux à la romaine, avec des épées et des boucliers à tête de Gorgone et de Méduse dans le goût antique sur les rembardes. Joseph Charlemagne répétera cette décoration pour les grilles sud du jardin d'Été en 1826.
Le pont est restauré en 1952-1954 avec une structure d'acier et des arches en béton armé. Il est rénové en 2002.

## Le Tchijik-Pyjik

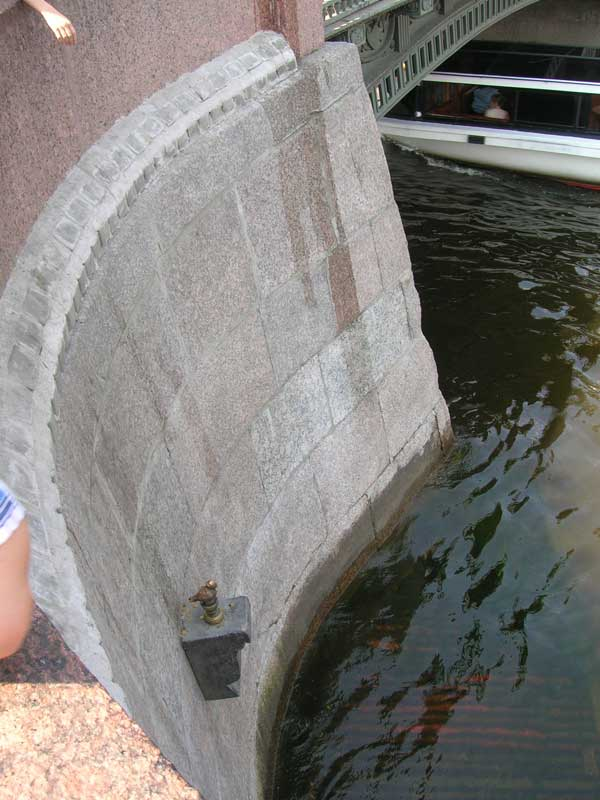
Statuette du Tchijik-Pyjik

Une petite statuette de l'oiseau dit Tchijik-Pyjik (représentant un tarin des aulnes), qui est le sujet de comptines enfantines russes, a été placé près du pont en 1994. C'est l'un des symboles de l'endroit et on lui jette des pièces en souvenir, pour promettre de revenir à Saint-Pétersbourg. L'oiseau a été dérobé à plusieurs reprises et l'on a dû le remplacer à chaque fois.